# 모리시마 미치오

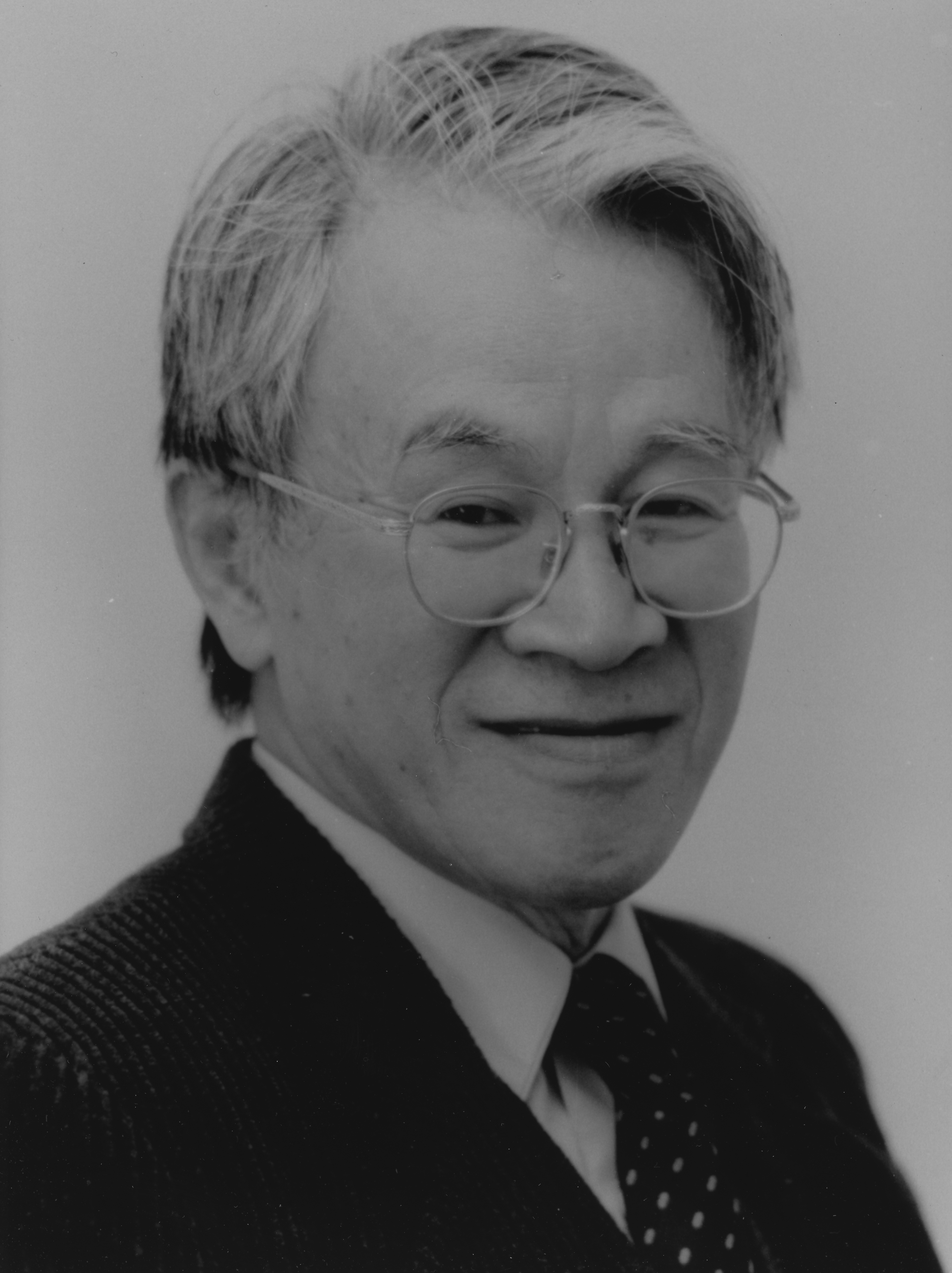

모리시마 미치오(森嶋通夫, 1923년 6월 18일 ~ 2004년 7월 13일)는 일본의 경제학자다. 그는 중국에서 일하던 아버지를 따라 방학을 중국에서 보냈고, 쿄토 대학 졸업 후 영국에 유학하였다. 런던정경대학(London School of Economics) 교수를 역임했다. 2004년에 작고한 그는 수리경제학, 비교사회연구, 경제성장론에 기여하였다. 대표 저작으로는 『왜 일본은 성공하였는가?(Why Has Japan Succeeded? Western Technology and Japanese Ethos)』,『왜 일본은 몰락하는가(なぜ日本は沒落するか?)』 등이 있다.